# (37952) 1998 HW45
1998 HW45 (asteroide 37952) é um asteroide da cintura principal. Possui uma excentricidade de 0.17947950 e uma inclinação de 3.55724º.
Este asteroide foi descoberto no dia 20 de abril de 1998 por LINEAR em Socorro.